# Pančevački most
Pančevački most (kolokvijalnog naziva Pančevac) jedan je od mostova u glavnom gradu Republike Srbije Beogradu. Proteže se preko rijeke Dunav te povezuje stari dio Beograda s predgrađima koja se nalaze u Vojvodini te s gradom Pančevo.

## Povijest
Prvobitni most na današnjem mjestu započeo je s izgradnjom 1933. godine, a u promet je pušten dana 27. listopada 1935. godine. Njegovu izgradnju vršile su njemačke tvrtke Siemens-Baunnion GmbH iz Berlina i Luxemburgische Bergwerks und Hütten A.G. iz Dortmunda kao dio ratne reparacije Njemačke prema Srbiji nakon Prvog svjetskog rata. Most je otvorio knez Pavle Karađorđević, a nosio je ime po kralju Petru II. Karađorđeviću.
Početkom Drugog svjetskog rata, u noći između 10. i 11. travnja 1941. godine, most je srušila Vojska Kraljevine Jugoslavije. Namjera je bila da se uspori napredovanje vojnih postrojbi Nacističke Njemačke tijekom Travanjskog rata. Ipak, kako su tada bila srušena sva tri postojeća mosta u Beogradu, njemačke postrojbe djelomično osposobljavaju most kako bi mogle prijeći Dunav i osvojiti grad. Most kasnije biva do kraja razoren u bombardiranju Saveznika tijekom 1944. godine. 
Nakon kraja ratnih zbivanja slijedi obnova koji je vodio tim od 50-ak ruskih inženjera pod zapovjedništvom svojetskog vojnog časnika Vladimira Aleksandrovicha Golovka. Dana 7. studenog 1946. godine mostom prolazi prva kompozcija vlaka, dok se cestovni promet počeo odvijati 29. studenog iste godine. Posljednja značajnija obnova mosta izvršena je 1965. godine. Također, Pančevački most jedini je most unutar Srbije na Dunavu (ne ubrajajući pritom mostove na granici s Rumunjskom) koji nije bio srušen tijekom NATO-ova bombardiranja SRJ Jugoslavije 1999. godine. Kasnijih godina pojavilo se još nekoliko planova o daljnoj rekonstrukciji, ali nijedan nije realiziran.

## Porijeklo imena
Most ime nosi po tome što mu je prvobitna zadaća bila povezati Beograd s obližnjim Pančevom koje se nalazi s druge strane Dunava. Ipak, izvorno ime nadjednuo mu je Josip Broz Tito te ga prozvao Most Crvene armije, iako se taj naziv nije održao.

## Tehničke karakteristike
U prometnom smislu ovo je vrlo značajan objekt, jer povezuje Beograd s južnim Banatom. Most ima po dvije trake u oba smjera za cestovni promet, te jedan željeznički kolosijek. Dnevno njime prometuje oko 60.000 vozila. Osim toga, na svakoj strani mosta postoji po jedna postoja beogradske gradske i prigradske željeznice. Ukupna duljina mosta iznosi 1.526 metara, dok je visina 9 metara.

## Galerija slika
- Brodski promet pod Pančevačkim mostom.
- Sigurnosna konstrukcija mosta.
- Pogled ka donjoj konstrukciji mosta.